# Świdniczek
Świdniczek – wieś w Polsce położona w województwie lubelskim, w powiecie lubelskim, w gminie Wólka.
W latach 1975–1998 miejscowość administracyjnie należała do ówczesnego województwa lubelskiego.
1 stycznia 1989 część wsi (88,44 ha) włączono do Lublina.
Wieś stanowi sołectwo gminy Wólka. Według Narodowego Spisu Powszechnego  Ludności i Mieszkań z roku 2011 wieś miała 252 mieszkańców.

## Historia
Świdniczek, w XV wieku Świdnik Koniński, wieś w powiecie lubelskim, gminie Wólka, parafii Kalinowszczyzna (przedmieście Lublina), miał 12 osad i 222 mórg. Wchodził w skład dóbr Jakubowice. W 1827 roku policzono w spisie 15 domów zamieszkałych przez 101 mieszkańców.
W połowie XV wieku wieś leżała w parafii Lublin, stanowiła własność Kazimirskiego herbu Rawa wieś miała łany kmiece karczmy, zagrodników folwark, z których dziesięcinę, wartości 6 grzywien płacono plebanowi w Jaroszynie (Jan Długosz Liber beneficiorum tom II, strona 537).
Świdniczek wchodził w skład dóbr ordynacji Ostrogskich w 1618 r. (wykaz majętności księcia Janusza Ostrogskiego Świdniczek, [w:] Słownik geograficzny Królestwa Polskiego, t. VII: Netrebka – Perepiat, Warszawa 1886, s. 686.).